# Bistum Lausanne, Genf und Freiburg
Das Bistum Lausanne, Genf und Freiburg (lateinisch Dioecesis Lausannensis, Genevensis, et Friburgensis) ist eine Diözese der Römisch-katholischen Kirche in der Schweiz.
Das Bistum erstreckt sich über das Gebiet der Kantone Freiburg, Genf, Neuenburg und Waadt, im letztgenannten Kanton ohne die zum Bistum Sitten gehörenden Pfarreien im Bezirk Aigle ausser jener von Villeneuve VD, die nördlich des Flusses L’Eau Froide liegt. Die Diözese entstand 1821 aus dem Zusammenschluss der auf dem Gebiet der Schweizerischen Eidgenossenschaft gelegenen Territorien der Bistümer Genf und Lausanne.

## Geschichte

### Zwei Ursprünge

#### Das ehemalige Bistum Genf
Die Ursprünge des Bistums Genf reichen ins 4. Jahrhundert zurück. Das Bistum war zunächst Teil der Kirchenprovinz Vienne. Im Mittelalter wurde als Bischofskirche die Kathedrale St. Peter erbaut. Das Diözesangebiet umfasste weite Teile Savoyens südlich des Genfer Sees.
Nach der Reformation unter Johannes Calvin liess sich der Bischof Ange Justiniani 1569 in Annecy nieder. Sein bekanntester Nachfolger war von 1602 bis 1622 Franz von Sales, dessen zwischen 1594 und 1597 gehaltene Predigten zusammen mit der Predigttätigkeit der Kapuziner zur Rekatholisierung des 1564 im Lausanner Vertrag von den Bernern an den Herzog von Savoyen abgetretenen Chablais geführt hatten.
Im Zuge der Neuorganisation der französischen Kirche unter Papst Pius VII. (s. Konkordat von 1801) wurde der Titel des Bischofs von Genf 1801 dem Bischof von Chambéry übertragen, ging jedoch schon 1815 an den Bischof von Lausanne über. Die französischen Teile des Bistums wurden 1822 im neuerrichteten Bistum Annecy zusammengefasst.

#### Das ehemalige Bistum Lausanne
Um das Jahr 585 verlegte Marius von Avenches, seit 574 Bischof von Aventicum, seinen Bischofssitz von Aventicum (Avenches) nach Lausanne. Die Bischofskirche des Bistums Lausanne (lat. Dioecesis Lausannens) war die Kathedrale Notre-Dame.
Das Gebiet der Diözese erstreckte sich ursprünglich über die heutigen Kantone Waadt (östlich des Flusses Aubonne), Neuenburg, Freiburg und Bern (mit Ausnahme des Haslitales) sowie über Teile des heutigen Kantons Solothurn (Landvogtei Lebern). Zudem gehörten die Pfarreien Jougne, Les Hôpitaux, Les Longevilles und Métabief zum Bistum, die heute im französischen Département Doubs liegen und seit 1801 dem Erzbistum Besançon unterstellt sind. Die Grenze zum Bistum Konstanz wurde durch die Aare markiert. Das Bistum stand zunächst unter der Oberaufsicht der Erzbischöfe von Lyon und später unter derjenigen der Erzbischöfe von Besançon. Ein langwieriger Prozess um das Bistum wurde auf dem Konzil von Basel ausgetragen.
Nach der Einführung der Reformation im Jahre 1536 floh der letzte Lausanner Bischof, Sébastien de Montfalcon, nach Savoyen. Katholisch blieb die Bevölkerung nur in der von Bern und Freiburg verwalteten Vogtei Echallens, im gesamten Gebiet des heutigen Kantons Freiburg, in den Orten Cressier und Le Landeron am Südwestende des Bielersees sowie in der solothurnischen Landvogtei Lebern. 1615 erreichte Bischof Jean Charles de Watteville, dass sich die Bischöfe in Freiburg im Üechtland niederlassen konnten, dauerhaft bezogen sie dort jedoch erst ab 1663 Residenz. In der Folge ergaben sich dort Spannungen mit den Kanonikern des Kollegiatstiftes St. Nikolaus sowie mit der Freiburger Obrigkeit.

### Die Entstehung des heutigen Bistums
1815 wurde die Republik Genf, erweitert um achtzehn mehrheitlich katholische Gemeinden des Pays de Gex und Savoyens, ein Schweizer Kanton, und ihr Gebiet wurde 1819 in kirchlicher Hinsicht der Administration durch den Bischof von Lausanne unterstellt. Das Bistum erhielt 1821 den neuen Namen «Diocèse de Lausanne et Genève». 1828 und 1864 gingen die Gebiete in den Kantonen Solothurn und Bern, die bis dahin noch zum Bistum Lausanne gehört hatten, an das 1828 neu umschriebene Bistum Basel über.
Papst Pius IX. übertrug 1864 Gaspard Mermillod, Weihbischof im Bistum Lausanne-Genf, die Jurisdiktion für den Kanton Genf. 1873 ernannte der Papst ihn zum Apostolischen Vikar von Genf. Mit diesem ersten Schritt wollte Pius IX. den Weg bereiten, um in der Stadt Calvins ein Bistum zu errichten. Viele Protestanten empfanden das als eine Provokation. Sie bewirkten, dass in die Schweizer Bundesverfassung von 1874 als einer der konfessionellen Ausnahmeartikel der Artikel 50 eingefügt wurde, der in Absatz 4 die Errichtung von Bistümern auf dem Gebiet der Eidgenossenschaft ohne eine ausdrückliche Genehmigung des Bundes untersagte.
In den letzten Jahrzehnten des 19. Jahrhunderts wurde der Kanton Freiburg immer deutlicher zum Zentrum des Katholizismus in der westlichen Schweiz – exemplarisch lässt sich dies an der ultramontan ausgerichteten Politik des Freiburger Staatsrates Georges Python und der 1889 erfolgten Gründung der Universität Freiburg ablesen. Unter dem Episkopat von Marius Besson gelang es 1924 schliesslich, den De-facto-Bischofssitz Freiburg auch de iure zu etablieren. Die dem heiligen Nikolaus von Myra geweihte Stiftskirche im Zentrum Freiburgs wurde zur Kathedrale erhoben, und das Bistum erhielt 1925 den neuen Namen «Diocèse de Lausanne, Genève et Fribourg». Der starke Zuwachs an katholischen Gläubigen in den Jahrzehnten nach 1945 führte unter Bischof François Charrière zur Errichtung von fünf Bischofsvikariaten in den einzelnen Kantonen, wobei der Kanton Freiburg über je ein Bischofsvikariat für den deutschsprachigen und den französischsprachigen Teil verfügt. Zudem wird der Diözesanbischof seit 1968 durch einen Auxiliarbischof unterstützt. Von 1986 bis 1995 wirkten sogar zwei Auxiliarbischöfe gleichzeitig im Bistum.
Nachdem ein erster Anlauf in gleicher Absicht im Jahre 1980 ohne Erfolg geblieben war, unterbreitete Bischof Charles Morerod im März 2015 seinem Klerus den Vorschlag, das Bistum zu teilen und ein neues Bistum Genf zu errichten.
Im Mai 2020 wurde bekannt, dass Diözesanbischof Charles Morerod per 1. August 2020 Marianne Pohl-Henzen zur bischöflichen Delegierten für das Bischofsvikariat Deutschfreiburg ernannt hat. Sie wird damit die gleiche Funktion wie ein Bischofsvikar ausüben.

## Diözesankalender
Im Bistum Lausanne-Genf-Freiburg wird der Regionalkalender für das deutsche Sprachgebiet um die folgenden Eigenfeiern ergänzt (dahinter jeweils der Rang und die liturgische Farbe).
Abkürzungen: H = Hochfest, F = Fest, G = Gebotener Gedenktag, g = Nichtgebotener Gedenktag, GK = Generalkalender, RK = Regionalkalender
- 3. Januar: Hl. Odilo von Cluny (Abt von Cluny (1049)) – G – weiss
- 4. Januar: Hl. Marius von Avenches (Bischof von Lausanne (594)) – G – weiss
- 10. Januar: Hl. Gregor X. (Papst (1276)) – g – weiss
- 14. Januar: Zweites Totengedächtnis – g – violett/schwarz
- 24. Januar: Hl. Franz von Sales (Bischof von Genf, Ordensgründer, Kirchenlehrer, Patron der Stadt und des Kantons Genf, zweiter Patron des Bistums (1622)) – F, in Genf H (GK: G) – weiss
- 19. Februar: Hl. Bonifatius von Lausanne (Bischof von Lausanne (1261)) – g – weiss
- 28. Februar: Hll. Romanus und Lupicinus (Romanus war Abt, Lupicinus war Mönch in Condat (um 460 und um 480)) – G – weiss
- 6. März: Hl. Colette Boillet (Ordensfrau (1447)) – G – weiss
- 27. April: Hl. Petrus Canisius (Ordenspriester, Kirchenlehrer (1597)) – F (RK: g) – weiss
- 8. Mai: Hl. Maria, Mittlerin aller Gnaden – g – weiss
- 9. Mai: Übertragung der Reliquien des hl. Nikolaus von Myra – g in der Kathedrale von Freiburg – weiss
- 24. Mai: Hl. Madeleine-Sophie Barat (Ordensgründerin (1865)) – g – weiss
- 4. Juni: Hl. Chlothilde von Burgund (Königin der Franken (545)) – G – weiss
- 16. Juni: Sel. Maria Theresia Scherer – g – weiss
- 26. Juni: Hl. Anthelm (Bischof von Belley (1178)) – g, in Genf G – weiss
- 16. Juni: Sel. Marguerite Bays Jungfrau – g – weiss
- 29. Juni: Hll. Petrus und Paulus (Apostel und Märtyrer. Petrus ist Patron der Kathedrale von Genf und zweiter Patron von Stadt und Kanton Genf) – H (GK: H) – rot
- 14. Juli: Hll. Ulrich von Zell und Wandregisel (Mönche (1093 und 668)) – g – weiss
- 24. Juli: Hl. Luise von Savoyen (Ordensfrau (1503)) – g, im Kanton Waadt G – weiss
- 15. August: Mariä Aufnahme in den Himmel (Patronin von Stadt und Kanton Neuenburg) – H (GK: H) – weiss
- 16. August: Hl. Theodor von Sitten (Bischof von Octodurus-Martinach, Patron des Bistums Sitten (um 390)) – g – weiss
- 26. August: Jahrestag der Weihe der Kathedrale von Freiburg – in der Kathedrale: H, im übrigen Bistum: F – weiss
- 30. August: Hl. Amadeus (Bischof von Lausanne (1159)) – G – weiss
- 2. September: Sel. Apollinaris Morel (Ordenspriester, Märtyrer (1792)) – g, im Kanton Freiburg G – rot
- 4. September: Hl. Jeanne-Antide Thouret (Jungfrau, Ordensgründerin (1826)) – G – weiss
- 8. September: Mariä Geburt (Hauptpatronin des Bistums, Patronin der Kathedrale von Lausanne, Patronin der Stadt Lausanne und des Kantons Waadt) – in Lausanne H, im übrigen Bistum: F (GK: F) – weiss
- 22. September: Hll. Mauritius und Gefährten (Märtyrer der Thebäischen Legion (um 300)) – G (RK: g) – rot
- 25. September: Hl. Nikolaus von Flüe (Einsiedler, Friedensstifter, Landespatron (1487)) – H (RK: g) – weiss
- 28. September: Hl. Salonius (Bischof von Genf (nach 450)) – g, in Genf G – weiss
- 30. September: Hll. Ursus und Viktor (Märtyrer, Patrone des Bistums Basel (um 300)) – g – rot
- 30. September: Hl. Hieronymus (Priester, Kirchenlehrer (420)) – g (GK: G) – weiss
- 12. Oktober: Jahrestag der Weihe der Kirchen, die ihren Weihetag nicht kennen – H – weiss
- 16. Oktober: Hl. Gallus (Mönch, Einsiedler, Glaubensbote am Bodensee, Patron des Bistums Sankt Gallen (um 645)) – g – weiss
- 4. November: Hl. Karl Borromäus (Bischof von Mailand Patron des Bistums Lugano (1584)) – G – weiss
- 5. November: Alle Heiligen des Bistums – G – weiss
- 6. November: Hl. Protasius (Bischof von Lausanne (7. Jh.)) – g – weiss
- 25. November: Hl. Katharina von Alexandrien (Jungfrau, Märtyrin, zweite Patronin des Kantons Freiburg (4. Jh.)) – G (GK: g) – rot
- 2. Dezember: Hl. Luzius (Bischof von Chur, Märtyrer, Patron des Bistums Chur (2./3. Jh.)) – g (RK: g) – rot
- 6. Dezember: Hl. Nikolaus (Bischof von Myra, Patron der Kathedrale von Freiburg, zweiter Patron des Bistums, Hauptpatron von Stadt und Kanton Freiburg (um 350)) – im Kanton Freiburg H, im übrigen Bistum F (GK: g) – weiss
- 16. Dezember: Hl. Adelheid von Burgund (Kaiserin (999)) – g – weiss